# Procédé Miller
 (février 2016).
Si vous disposez d'ouvrages ou d'articles de référence ou si vous connaissez des sites web de qualité traitant du thème abordé ici, merci de compléter l'article en donnant les références utiles à sa vérifiabilité et en les liant à la section « Notes et références ».
Le procédé Miller est un procédé industriel de purification de l'or à un haut degré de pureté (99,95 %). Il a été inventé par Francis Bowyer Miller. Ce procédé consiste à insuffler du chlore gazeux (Cl2), sur et à travers de l'or fondu contenu dans un creuset : tous les autres éléments vont former des chlorures insolubles dans le métal fondu.
Lorsque toutes les impuretés ont été extraites de l'or (stade décelable à la couleur de la flamme), l'or est séparé et traité de la manière requise pour sa vente ou son utilisation. L'or obtenu est pur à 99,95 %, ce qui est inférieur à l'or produit par le procédé Wohlwill, qui produit de l'or pur à 99,999 %.
Lorsqu'une pureté extrême n'est pas exigée, les raffineurs utilisent souvent le procédé Miller en raison de sa relative facilité, de son temps d’exécution plus court, et parce qu'il ne nécessite pas la grande quantité d'or dissous sous la forme d'acide chloraurique que le procédé Wohlwill exige pour l’électrolyte.